# Comput de Klinghammer
Le comput de Klinghammer est un mécanisme déterminant les éléments du comput ecclésiastique et particulièrement la date de Pâques dans le calendrier grégorien. Ce mécanisme a été construit dans les années 1970 par Frédéric Klinghammer (1908-2006). Il est quasiment un modèle réduit du comput ecclésiastique se trouvant sur l'horloge astronomique de la cathédrale de Strasbourg.

## Frédéric Klinghammer (1908-2006)
Frédéric Klinghammer était un ancien employé de l'entreprise Ungerer qui entretenait l'horloge astronomique de Strasbourg. Il a ensuite été fortement impliqué dans la conception de l'horloge astronomique de Messine. Par la suite, il s'est installé à Moulins, puis a passé les années 1970 au
Maroc où il a construit son comput.

## Fonctionnement du comput
Le fonctionnement du comput reprend celui de Jean-Baptiste Schwilgué, décrit dans les ouvrages de référence de 1922 et 1992. Le comput de Klinghammer a été restauré en 2006-2007 par Joseph Flores qui en a tiré un livre. L'ouvrage de Joseph Flores a été critiqué, notamment du fait de son approche non scientifique et ses nombreuses lacunes. Des critiques sont parues dans les Mitteilungen de la Deutsche Gesellschaft für Chronometrie numéro 113, pages 471-472 du "Bulletin of the National Association of Watch and Clock Collectors"  (ISSN 0027-8688), vol 50, n.4, August 2008 et dans les forums de la NAWCC.
Une autre horloge inspirée de celle de Strasbourg est l'horloge astronomique de Daniel Vachey. Elle comporte aussi un comput. L'horloge astronomique de Chauvin, par contre, ne comporte qu'un comput simplifié.